# Вдовичка камерунська
Вдовичка камерунська (Vidua camerunensis) — вид горобцеподібних птахів родини вдовичкових (Viduidae).

## Поширення
Вид поширений в Західній і Центральній Африці від Гвінея-Бісау та Малі на схід до Південного Судану. Трапляється у галерейних лісах, саванах, степах та на пасовищах неподалік водойм.

## Опис
Дрібний птах, завдовжки 10–11 см, вагою 11-14 г. Це стрункий на вигляд птах, із закругленою головою, міцним і конічним дзьобом, загостреними крилами та хвостом з квадратним закінченням. Самці повністю чорні з синім металічним відблиском, з коричнево-золотистими маховими перами, білою плямою під крилом (яку видно лише тоді, коли тварина розмахує крилами). Самиці коричневі з сірими та білуватими елементами. В обох статей дзьоб сірувато-білий, а очі темно-коричневі.

## Спосіб життя
Поза сезоном розмноження трапляється у змішаних зграях з астрильдовими і ткачиковими. Живиться насінням трав, яке збирає на землі. Основу раціону складає насіння Digitaria exilis. Також зрідка може поїдати ягоди і дрібні плоди, квіти, комах тощо.

## Розмноження
Сезон розмноження збігається з завершальною фазою сезону дощів, що триває з жовтня по січень. Гніздовий паразит. Підкидає свої яйця у гнізда астрильдів Lagonosticta rubricata, Lagonosticta rara, Clytospiza monteiri та Euschistospiza dybowskii. За сезон самиці відкладають 2-4 яйця. Пташенята вилуплюються приблизно через два тижні після відкладення: вони народжуються сліпими і немічними. Вони мають мітки на сторонах рота і горла, ідентичні тим, як у пташенят астрильдів, внаслідок чого їх не можна відрізняти. Пташенята спільно проживають з пташенятами прийомних птахів, слідуючи їхньому циклу росту. Вони залишають гніздо через три тижні після вилуплення, але незалежними стають до півторамісячного віку. Часто ці пташенята залишаютьсяу зграї своїх прийомних батьків.